# Districtul Gifhorn
Districtul Gifhorn este un district rural (în germană Landkreis) în landul Saxonia Inferioară, Germania. 
Samtgemeinden
| - 1. Samtgemeinde Boldecker Land (9.802) 1. Barwedel (1.077) 2. Bokensdorf (950) 3. Jembke (1.901) 4. Osloß (1.981) 5. Tappenbeck (1.245) 6. Weyhausen * (2.648) - 2. Samtgemeinde Brome (15.335) 1. Bergfeld (952) 2. Brome, Flecken * (3.397) 3. Ehra-Lessien (1.629) 4. Parsau (1.946) 5. Rühen (4.672) 6. Tiddische (1.268) 7. Tülau (1.471) - 3. Samtgemeinde Hankensbüttel (9.739) 1. Dedelstorf (1.521) 2. Hankensbüttel * (4.525) 3. Obernholz (940) 4. Sprakensehl (1.309) 5. Steinhorst (1.444) - 4. Samtgemeinde Isenbüttel (15.502) 1. Calberlah (5.236) 2. Isenbüttel * (6.183) 3. Ribbesbüttel (2.133) 4. Wasbüttel (1.950) | - 5. Samtgemeinde Meinersen (20.944) 1. Hillerse (2.615) 2. Leiferde (4.335) 3. Meinersen * (8.415) 4. Müden (Aller) (5.579) - 6. Samtgemeinde Papenteich (23.458) 1. Adenbüttel (1.724) 2. Didderse (1.404) 3. Meine * (8.070) 4. Rötgesbüttel (2.280) 5. Schwülper (6.627) 6. Vordorf (3.353) - 7. Samtgemeinde Wesendorf (14.576) 1. Groß Oesingen (2.029) 2. Schönewörde (983) 3. Ummern (1.593) 4. Wagenhoff (1.150) 5. Wahrenholz (3.839) 6. Wesendorf * (4.982) |

1. 1 2 3  GeoNames